# Neolane
Neolane est un éditeur de logiciels français destinés à la gestion de campagnes marketing dans le cadre de la gestion de la relation client actif de 2011 à 2016.

## Historique
La société est fondée en 2001 par Stéphane Dehoche, Stéphane Dietrich, Thomas Boudalier – qui se connaissent depuis leurs études à l'École Centrale Paris et ont déjà fondé une petite entreprise ensemble – et Benoît Gourdon, qui connaît le trio depuis 1995. La pérennisation de l'entreprise dans le contexte de la bulle internet est rendue possible par l'investissement de 2 millions d'euros d'Auriga Partners début 2002. Elle se développe tout d'abord en France puis en Europe, s'implantant à Londres en 2005 et à Copenhague en 2006. En 2007 une seconde levée de 5 millions d'euros auprès de XAnge permet de poursuivre son développement international. Elle ouvre sa filiale Neolane Inc aux États-Unis en 2007, à Boston,. L'année 2012 commence avec une levée de 27 millions de dollars pour financer l'implantation sur de nouvelles zones géographiques et voit Battery Ventures réintégrer le capital.
En 2010, elle emploie plus de 240 salariés et réalise un chiffre d'affaires global de 30 millions de dollars. En 2009, les activités en France sont majoritaires dans le chiffre d'affaires.
En 2011 Neolane intègre le palmarès des éditeurs de logiciels français Truffle 100 à la 38e place et se hisse à la 22e place en 2012. Dans le classement de 2013 Neolane entre dans le top 20, à la 20e place.
En juin 2013, l'éditeur américain de logiciels Adobe Systems s'empare de l'entité pour 600 millions de dollars et loge cette participation dans la société Adobe Systems France.
Le 19 décembre 2016, la société est fusionnée avec son actionnaire principal  : la société Adobe Systems France SAS,.

## Logiciels
Les logiciels de Neolane sont basés depuis 2006 sur un moteur de workflow, permettant de modéliser, d'évaluer et d'orchestrer des actions de communication et des actions de marketing sur ou en dehors d'Internet. L'ensemble permet la centralisation et l'analyse de données dans une plateforme, le travail collaboratif et la prise en compte de plusieurs canaux (e-mail, téléphone, réseaux sociaux…),.
Parmi les concurrents de Neolane, Christopher Musico et Maryse Gros citent des logiciels édités par SAS Institute, Unica (rachetée par IBM), ACTITO, Experian Cheetahmail et Aprimo (acquis par Teradata),.